# Welsh Marches
De Welsh Marches (Welsh: Y Mers, Latijn:  Marchia Walliæ) is een gebied aan de grens van Engeland en Wales in Groot-Brittannië. Het woord march of mark betekent grensstreek. De hedendaagse grenzen van het gebied zijn niet scherp afgebakend, maar tot de Marches worden gerekend de graafschappen Gloucestershire, Worcestershire en met name Cheshire, Shropshire en Herefordshire in Engeland en de historische graafschappen Monmouthshire, Brecknockshire, Radnorshire, Montgomeryshire, Denbighshire en Flintshire in Wales.

## Geschiedenis
Al na de invasie van Engeland door de Angelsaksen vormden de huidige graafschappen Cheshire, Shropshire en Herefordshire de grens tussen het Angelsaksische koninkrijk Mercia en de vorstendommen van Wales.
De eigenlijke Welsh Marches ontstonden pas na de Normandische verovering van Engeland nadat Willem de Veroveraar zijn vazallen Hugh d'Avranches, Rogier II van Montgomery en William FitzOsbern tot graven van Chester, Shrewsbury en Hereford had gemaakt om de grens met Wales te bewaken tegen de veelvuldige invallen door de Welshmen. Deze leenmannen werden de Marcher Lords genoemd. Eind 11e eeuw veroverden de Marcher Lords grote gebieden in Zuid-Wales die weer in leen werden gegeven aan andere Normandische edelen. Zo breidden zowel de Welsh Marches alsook het aantal Marcher Lords zich uit. In de Welsh Marches bouwden de Normandiërs veel kastelen die nog lange tijd het karakter van de Marches zouden bepalen. Begin 12e eeuw omvatten de Marches het gebied van de latere graafschappen Monmouthshire, Brecknockshire, Radnorshire, Montgomeryshire, Glamorgan, Carmarthenshire en een groot deel van Flintshire. Door het grote aantal kastelen alsmede andere militaire middelen die hen ter beschikking stonden, waren de Marcher Lords machtige landheren en stelden zij zich regelmatig onafhankelijker op naar hun leenheer, de koning van Engeland.
Na de Rozenoorlogen kwam er een einde aan de macht van de Marcher Lords. Koning Hendrik VII slaagde erin om veel lenen weer onder de kroon te brengen. Het einde van het belang van de Marches als grensregio kwam tussen 1535 en 1543 toen Wales in Engeland werd ingelijfd.